# Malachi Flynn
Malachi Flynn (Washington, 10 de maio de 1998) é um jogador norte-americano de basquete profissional que atualmente joga no Detroit Pistons da National Basketball Association (NBA).
Ele jogou basquete universitário pela Universidade Estadual de Washington e na Universidade Estadual de San Diego e foi selecionado pelos Raptors como a 29ª escolha geral no draft da NBA de 2020.

## Carreira no ensino médio
Flynn é o mais novo de sete irmãos. Ele tinha 1,57m em sua temporada de calouro no colégio, cresceu para 1,67m em seu segundo ano e finalmente 1,85m em seu último ano.
Em seu último ano na Bellarmine Prep, Flynn teve médias de 29,7 pontos, 6,0 rebotes e 4,0 assistências. Ele recebeu vários prêmios, incluindo o Prêmio de Jogador do Ano da Associated Press de Washington, o Melhor Jogador da Classe 4A pela Associação de Treinadores de Washington e o MVP da 4A Narrows League. 
Seus 743 pontos em seu último ano foram a maior marca em uma única temporada na Bellarmine Prep. Ele terminou sua carreira com 1.625 pontos, apenas atrás de Abdul Gaddy na história da escola.
Flynn se comprometeu originalmente com a Universidade do Pacífico antes de reabrir seu recrutamento no final do período de assinatura. Ele assinou com a Universidade Estadual de Washington em 13 de abril de 2016.

## Carreira universitária
Em novembro de 2016, Flynn marcou 27 pontos em uma vitória por 83-76 sobre Utah Valley, a sexta maior marca de um calouro dos Cougers. Como calouro em Washington, ele teve média de 9,7 pontos e acertou 38,7% na faixa de três pontos. 
Em sua segunda temporada, ele teve médias de 15,8 pontos e 4,3 assistências, enquanto acertou 41,3% dos arremessos. Ele foi o melhor jogador de uma equipe que terminou com um recorde de 12–19. Após a temporada, Flynn anunciou que estava se transferindo. Depois de receber o interesse de Gonzaga, Texas A&M, Baylor e Creighton, Flynn assinou com a Universidade Estadual de San Diego em maio de 2018.
Em 29 de fevereiro de 2020, Flynn marcou 36 pontos, a maior marca de qualquer jogador dos Aztecs desde 2005, em uma vitória por 83-76 sobre Nevada. No final de seu último ano, ele foi eleito Jogador do Ano da Mountain West e Jogador Defensivo do Ano. Ele teve médias de 17,6 pontos, 5,1 assistências e 4,5 rebotes. Após a temporada, Flynn se declarou para o Draft da NBA de 2020.

## Carreira profissional

### Toronto Raptors (2020–Presente)
Flynn foi selecionado pelos Raptors como a 29ª escolha geral no Draft da NBA de 2020, o primeiro jogador da Universidade Estadual de San Diego a ser escolhido na primeira rodada desde Kawhi Leonard em 2011.
Em 23 de dezembro de 2020, ele fez sua estreia pelos Raptors jogando um minuto contra o New Orleans Pelicans. Em 8 de janeiro de 2021, Flynn registrou 12 pontos, cinco rebotes e duas assistências em 17 minutos na vitória por 144-123 contra o Sacramento Kings.
Em 3 de fevereiro de 2021, Flynn foi designado para o afiliado dos Raptors na G-League, o Raptors 905. Em 18 de fevereiro de 2021, ele foi chamado de volta de sua atribuição. 
Em 10 de abril de 2021, Flynn registrou 20 pontos e 11 assistências na vitória por 135-115 contra o Cleveland Cavaliers. Em 14 de abril de 2021, ele teve 22 pontos, cinco rebotes, três assistências e duas roubadas de bola na derrota por 108-103 contra o Atlanta Hawks. Em 4 de maio de 2021, Flynn foi nomeado Novato do Mês da Conferência Leste em abril de 2021.
No dia 4 de março de 2022, Flynn marcou 20 pontos, seu recorde na temporada, juntamente com três rebotes e oito assistências, na derrota por 97–103 para o Orlando Magic.

### New York Knicks (2023–2024)
No dia 30 de dezembro de 2023, Flynn, juntamente com OG Anunoby e Precious Achiuwa, foi trocado para o New York Knicks em troca de RJ Barrett, Immanuel Quickley e uma escolha de segunda rodada.

### Detroit Pistons (2024–Presente)
No dia 8 de fevereiro de 2024, Flynn, Ryan Arcidiacono, Evan Fournier, Quentin Grimes e duas escolhas de segunda rodada foram trocados para o Detroit Pistons em troca de Bojan Bogdanović e Alec Burks.
Em dia 3 de abril de 2024, Flynn marcou 50 pontos, o maior número de sua carreira, contra o Atlanta Hawks, igualando Nick Anderson como o segundo jogador com mais pontos marcados saindo do banco na história da NBA. Além disso, ele se tornou o jogador com a menor média de pontos na carreira (5,2) a marcar 50 pontos em um jogo da NBA, um recorde anteriormente estabelecido por Terrence Ross, que tinha média de 7,4 pontos na época.

## Estatísticas da carreira

### NBA

#### Temporada regular
| Ano      | Equipe   | PJ  | PT | MPJ  | AP   | 3P   | LL   | RT  | AS  | BR | TO | PPJ |
| -------- | -------- | --- | -- | ---- | ---- | ---- | ---- | --- | --- | -- | -- | --- |
| 2020–21  | Toronto  | 47  | 14 | 19.7 | .374 | .321 | .804 | 2.5 | 2.9 | .8 | .1 | 7.5 |
| 2021–22  | Toronto  | 44  | 5  | 12.2 | .393 | .333 | .625 | 1.4 | 1.6 | .5 | .1 | 4.3 |
| 2022–23  | Toronto  | 53  | 2  | 13.0 | .360 | .353 | .758 | 1.4 | 1.3 | .4 | .1 | 4.6 |
| 2023–24  | Toronto  | 31  | 0  | 15.3 | .409 | .350 | .773 | 2.1 | 2.4 | .6 | .2 | 5.1 |
| 2023–24  | New York | 14  | 0  | 4.3  | .391 | .308 | .818 | .4  | .4  | .1 | .0 | 2.2 |
| 2023–24  | Detroit  | 24  | 0  | 14.3 | .430 | .316 | .684 | 1.8 | 2.1 | .8 | .1 | 8.0 |
| Carreira | Carreira | 213 | 21 | 13.1 | .392 | .330 | .743 | 1.6 | 1.7 | .5 | .1 | 5.2 |

#### Playoffs
| Ano  | Equipe  | PJ | PT | MPJ | AP   | 3P   | LL | RT | AS | BR | TO | PPJ |
| ---- | ------- | -- | -- | --- | ---- | ---- | -- | -- | -- | -- | -- | --- |
| 2022 | Toronto | 6  | 0  | 6.0 | .000 | .000 | —  | .5 | .5 | .2 | .0 | .0  |

### Universitário
| Ano      | Equipe           | PJ                     | PT                     | MPJ                    | AP                     | 3P                     | LL                     | RT                     | AS                     | BR                     | TO                     | PPJ                    |
| -------- | ---------------- | ---------------------- | ---------------------- | ---------------------- | ---------------------- | ---------------------- | ---------------------- | ---------------------- | ---------------------- | ---------------------- | ---------------------- | ---------------------- |
| 2016–17  | Washington State | 31                     | 30                     | 33.1                   | .395                   | .387                   | .735                   | 2.9                    | 2.9                    | .7                     | .0                     | 9.7                    |
| 2017–18  | Washington State | 31                     | 30                     | 33.4                   | .413                   | .338                   | .846                   | 3.4                    | 4.3                    | 1.6                    | .1                     | 15.8                   |
| 2018–19  | San Diego State  | Não jogou na temporada | Não jogou na temporada | Não jogou na temporada | Não jogou na temporada | Não jogou na temporada | Não jogou na temporada | Não jogou na temporada | Não jogou na temporada | Não jogou na temporada | Não jogou na temporada | Não jogou na temporada |
| 2019–20  | San Diego State  | 32                     | 32                     | 33.4                   | .441                   | .373                   | .857                   | 4.5                    | 5.1                    | 1.8                    | .1                     | 17.6                   |
| Carreira | Carreira         | 94                     | 92                     | 33.3                   | .416                   | .366                   | .812                   | 3.6                    | 4.1                    | 1.3                    | .1                     | 14.3                   |

Fonte: